# محاکمه اسکوپس
محاکمهٔ اسکوپس که پیشتر با نام ایالت تنسی در برابر جان توماس اسکوپس یا به‌طور معمول محاکمهٔ میمون نیز شناخته می‌شد نام یکی از پرونده‌های معروف ایالات متحده آمریکا است که برای یکی از معلمان جایگزین به نام جان تی. اسکوپس که متهم به نقض فرمان اجرایی جان واشینگتن باتلر ایالت تنسی که معلمان را از انکار کردن آفرینش‌گرایی کتاب انجیل و آموزش غیرقانونی فرگشت انسان در تمامی مدارس ایالتی منع می‌کرد تشکیل و اجرا شد. این محاکمه عمداً در شهر دیتن، تنسی علنی شده بود تا اذهان عمومی را جذب کند. اسکوپس در مورد اینکه آیا او فرگشت را آموزش داده‌است تردید داشت اما به صورت عمدی خود را مقصر جلوه داد تا بتواند از این پرونده دفاع کند.
اسکوپس مجرم شناخته شد و ۱۰۰ دلار (معادل ۱٬۵۰۰ دلار در سال ۲۰۱۹) جریمه شد اما حکم به دلایل نکات فنی لغو شد. این محاکمه به هدفش به دلیل جلب توجه فراوان مردم و ازدحام رسانه‌های ملی آمریکا در شهر دایتون و وکلای مشهور که در دوطرف حاضر شده بودند؛ کاندیدای رئیس‌جمهوری آمریکا ویلیام جنینگز برایان که سه بار برای ریاست جمهوری آمریکا کاندید شده بود برای پیگرد قانونی بحث می‌کرد و در مقابل کلارنس دارو در دفاع از اسکوپس کمک کرد. محاکمه اسکوپس با بحث‌های بنیادی و مدرنیستی مدرنیستهایی را ایجاد کرد که معتقد بودند فرگشت(تکامل) ناسازگاری با دین ندارد، در مقابل بنیادگرایانی که معتقد بودند که کلام خدا همان‌طور که در کتاب مقدس آشکار شده‌است بر تمامی دانش بشر اولویت دارد؛ بنابراین به عنوان یک مباحثهٔ الهیاتی و اینکه آیا «علم مدرن» بایستی در مدارس تدریس شود مطرح شد.

## پس از محاکمه و مرگ
پس از محاکمه جان توماس اسکوپس بورس تحصیلی را از طرف دانشگاه شیکاگو برای تحصیل در رشتهٔ زمین‌شناسی بدست آورد. سپس در همین رشته در شرکت گلف اویل و در کشور ونزوئلا و در آمریکای جنوبی مشغول به کار شد. در آنجا او با همسرش میلدرد آشنا شد و سپس ازدواج کرد. وی در کلیسای کاتولیک غسل تعمید گرفت. او پس از آن برای سال سوم تحصیلات تکمیلی به دانشگاه شیکاگو بازگشت. پس از دو سال و بدون کار در رشته حرفه‌ای اسکوپس به عنوان زمین‌شناس در شرکت گاز یونایتد و جایی که او در هیوستون ذخایر نفتی را مطالعه می‌کرد مشغول به کار شد و پس از آن تا زمان بازنشستگی در شریوپورت، لوئیزیانا بود. 
اسکوپس با میلدرد الیزابت اسکوپس (با نام فامیلی اصلی والکر) ازدواج کرد. (۱۹۹۰–۱۹۰۵) آن‌ها از این ازدواج دو فرزند پسر با نام‌های جان توماس جی. آر و ویلیام کلمنت «بیل» داشتند. اسکوپس در تاریخ ۲۱ اکتبر ۱۹۷۰ میلادی و بر اثر سرطان در شریوپورت، لوئیزیانا و در سن ۷۰ سالگی درگذشت.